# La peña de los Parra (álbum de 1971)
La peña de los Parra es un álbum lanzado en Chile en 1971, que corresponde al cuarto de los trabajos que se produjeron en torno a la Peña de los Parra, famosa peña folclórica chilena abierta en 1965 en Santiago por los hermanos Isabel y Ángel Parra, hijos de Violeta Parra.
Este disco reúne canciones interpretadas por el dúo Isabel y Ángel Parra desde 1965, algunas de las cuales aparecen en otros discos de la Peña de los Parra. Sólo las canciones «Ayúdame, Valentina» y «Al centro de la injusticia», en cuya composición está Violeta, aparecen aquí por primera vez.
Unos pocos años más tarde, el álbum fue distribuido en Francia y Alemania, siendo diseñado en la ciudad alemana de Dortmund e incluyendo los nombres de las canciones en castellano y alemán.

## Lista de canciones
Todas las canciones interpretadas por Isabel y Ángel Parra, salvo «Ayúdame, Valentina», interpretada solo por Isabel, y «Hasta cuando compañero», solo por Ángel.

| Lado A |                           |                        |          |  |
| N.º    | Título                    | Música                 | Duración |  |
| 1.     | «Río Manzanares»          | tradicional venezolana | 2:01     |  |
| 2.     | «Ya no somos nosotros»    | Patricio Manns         | 2:26     |  |
| 3.     | «Décimas del folklore»    | tradicional venezolana | 3:15     |  |
| 4.     | «Ayúdame, Valentina»      | Violeta Parra          | 3:06     |  |
| 5.     | «Hasta cuándo, compañero» | Ángel Parra            | 1:55     |  |
| 6.     | «Canto a mi América»      | Daniel Viglietti       | 1:51     |  |
| 14:34  |                           |                        |          |  |

| Lado B |                                                       |                             |          |  |
| N.º    | Título                                                | Música                      | Duración |  |
| 7.     | «Casamiento de negros» (recopilada por Violeta Parra) | tradicional chilena         | 2:00     |  |
| 8.     | «Coplas americanas»                                   | tradicional americana       | 3:35     |  |
| 9.     | «Yo defiendo mi tierra»                               | Rolando Alarcón             | 2:20     |  |
| 10.    | «A desalambrar»                                       | Daniel Viglietti            | 2:20     |  |
| 11.    | «Al centro de la injusticia»                          | Violeta Parra, Isabel Parra | 3:24     |  |
| 12.    | «Cuartetas por diversión»                             | tradicional                 | 3:14     |  |
| 16:53  |                                                       |                             |          |  |

## Créditos
Versión original
- Vicente y Antonio Larrea: fotografía, diseño gráfico

Versión alemana
- Kollektiv Vk: diseño de cubierta
- Christel König: traducciones y notas